# Hans Kroh
Hans Kroh (Heidelberg, 13 de maio de 1907 — Brunsvique, 18 de julho de 1967) foi um general paraquedista alemão na Wehrmacht e na Bundeswehr. Foi condecorado com a Cruz de Cavaleiro da Cruz de Ferro com Folhas de Carvalho e Espadas, um dos 120 militares alemães a receber tal condecoração.

## Sumário da carreira

### Condecorações
- Cruz de Ferro (1939)
  - 2ª classe (22 de maio de 1940)[3]
  - 1ª classe (22 de maio de 1940)[3]
- Medalha de Prata de Valor Militar da Itália (9 de fevereiro de 1942)[4]
- Cruz Germânica em Ouro (24 de dezembro de 1942) como Major no I./Lw.Jg.Brig. 1[5]
- Cruz de Cavaleiro da Cruz de Ferro (21 de agosto de 1941) como Major e comandante do I./Fallschirmjäger-Regiment 2[6]
  - 443ª Folhas de Carvalho (6 de abril de 1944) como Oberstleutnant e comandante do Fallschirmjäger-Regiment 2[6]
  - 96ª Espadas (12 de setembro de 1944) como Oberst e líder da 2.º Divisão de Paraquedistas[6]
- Grã-Cruz do Mérito (12 de setembro de 1962)[4]